# Julie Lena
Julie Lena est une monteuse française née en 1987 à Cholet (Maine-et-Loire).

## Biographie
Après des études de cinéma à Nantes, elle entre à la Femis, section montage, dont elle sort diplômée en 2011.

## Filmographie (sélection)

### Courts-métrages
- 2010 : Les yeux baissés de Kamal Lazraq
- 2010 : Faute de temps de Zaven Najjar
- 2011 : Une vie de roadie de Pauline Gay
- 2011 : Demain, ça sera bien de Pauline Gay
- 2011 : Bernard & Fils, suicideurs à domicile de Avril Besson
- 2012 : N'Djekoh de Suki
- 2012 : Les Apaches d'Alexis Meynet
- 2013 : Un parfum de Liban de Matthieu Haag
- 2013 : Princesse de Marie-Sophie Chambon
- 2013 : En équipe de Steve Achiepo
- 2014 : A la source de Steve Achiepo
- 2014 : Maxiplace de Vincent Diderot
- 2014 : Le zoo de Monsieur Vanel de Bérenger Thouin
- 2014 : La Fille bionique de Stéphanie Cabdevila
- 2014 : K-Nada de Hubert Charuel
- 2015 : A qui la faute d'Anne-Claire Jaulin
- 2015 : Le Monde désert de Bérenger Thouin
- 2016 : Tis de Chloé Lesueur
- 2016 : L'Obsolescence programmée des machines de Marie-Sophie Chambon
- 2016 : Fox-terrier de Hubert Charuel
- 2017 : Avaler des couleuvres de Jan Sitta
- 2020 : Jmar de Samy Sidali
- 2020 : Jeûne d'été d'Abdenoure Ziane
- 2020 : Gérard Gérard de Clément Martin
- 2021 : A.O.C. de Samy Sidali

### Longs-métrages
- 2015 : Le Nouveau de Rudi Rosenberg
- 2017 : Petit Paysan d'Hubert Charuel
- 2018 : En liberté ! de Pierre Salvadori
- 2021 : Reines de Yasmine Benkiran
- 2022 : Falcon Lake de Charlotte Le Bon
- 2023 : Le Marchand de sable de Steve Achiepo
- 2023 : Ricardo et la Peinture de Barbet Schroeder
- 2025 : L'Incroyable Femme des neiges de Sébastien Betbeder

### Documentaires
- 2014 : Le champ de bataille de Talia Lumbroso
- 2017 : L'Opéra de Jean-Stéphane Bron
- 2018 : Vers le silence de Jean-Stéphane Bron
- 2019 : Comme un seul homme d'Eric Bellion
- 2019 : Shadow Boxing de Talia Lumbroso
- 2020 : La Vie nue d'Antoine d'Agata
- 2021 : Les guérisseurs de Marie-Eve Hildbrand
- 2022 : Cinq nouvelles de cerveau de Jean-Stéphane Bron
- 2022 : Petit Taxi de Samy Sidali

,

## Distinctions

### Nominations
- César 2018 : César du meilleur montage pour Petit Paysan